# 佐々木ベジ
佐々木 ベジ（ささき ベジ、1955年9月26日 - ）は、日本の実業家、資本家。東京都青ヶ島村出身。50社を超えるフリージアグループのオーナー、代表者（会長職）。その手腕から「秋葉原の風雲児」と称された。

## 概要
佐々木 ベジは、東証スタンダードに上場しているフリージア・マクロス株式会社および技研ホールディングス株式会社両社のオーナーである。加えて夢みつけ隊株式会社（東証スタンダード上場 カタログ通販）の代表取締役社長であり、他にも多数の上場企業の大株主に名前を連ねている。自らが再生した自動車とロボット関連の会社：ダイトーエムイー株式会社を、2016年1月8日、台湾市場に上場させた。日本の会社で、産業機械分野で上場したのは、歴史上初めてであり、他の分野を含めても2番目という異例の選択を行なった。
企業経営歴40年。ここ15年程は様々な業態の中小企業の再建に尽力しているという。
最近では、フリージアグループ傘下に入った民事再生企業30社以上の事業再生指導・経営改善指導・社員教育に取り組む「再生請負人」として知られるようになった。これらの事業再生は、政府や大銀行の力を一切借りずにほぼ独力で行なっており、日本中の誰にも見向きもされないほど困難な再生案件でも「従業員一同から、生活を守るための支援要請があれば」必ず引き受けることを信条にしているという。
実業家の奥山治郎（フリージアハウス代表取締役社長・次男）および奥山一寸法師（フリージアマクロスおよびフリージアトレーディング代表取締役社長・三男）は、佐々木の実弟である。

## 来歴
1955年9月、東京都青ヶ島に、奥山治（政治家、青ヶ島の元村長）の長男として生まれる。村長を務めていた父・奥山治がマクロビオティック（自然食、玄米菜食、長寿食）の創始者桜沢如一の直弟子であり、熱心な実践者であったため、長男であった佐々木の名前も「ベジ」（ベジタリアニズムのベジ）と名付けられた。
1971年、高校進学のため青ヶ島を出て、全寮制・男子校である東京都立秋川高等学校へ入学、1974年に卒業。1974年、家電販売店（マヤ電機）に就職。1975年、12月20日「フリージア家電」を創業。本人によると、当初は従業員もおらず、自ら秋葉原の路上で、自作のチラシを配って客を呼び止め、その場で商談し、店舗の場所を教えると、近道を走って戻り眼鏡をかけ、上着だけ着替えて待ち構え、客が到着すると『駅前にいたのは弟です』と言って接客を再開していたという。（宮尾すすむのTV番組「ああ日本の社長」より）商品も自らが配達していた。1978年、事業を法人化し代表取締役に就任。この年から通信販売を手掛け、事業を軌道に乗せた。
1981年、家電以外の商品に手を広げるなど事業を拡大、1989年度には年商200億円近くにまで成長させ、「秋葉原の風雲児」として、NHK「ルポルタージュ日本」等のマスコミに取り上げられた。1990年、化粧品のエイボン・プロダクツの日本法人に対して買収を仕掛けたが、ネゴシェーション中にブラックマンデーをはさみ、エイボンの株価が急落したため、10億円のペナルティを払って撤退している。
1991年、累積損失87億円を抱え倒産の危機にあった産業機械の谷藤機械工業（現在のフリージアマクロス）のM&A再生を請われ、代表取締役社長に就任。機械製造の本業回帰方針を示し、15年の時を費やして累損を一掃し事業を軌道に乗せた。「配給」の理念と称して、機械の標準化、生産の同期化を徹底したことで、フリージア・マクロスの再建に成功したという。社長就任時に、NHKで１時間番組（ドキュメンタリー日本・社長交代）で取り上げられたこともあり、再建手腕が注目された。紆余曲折を経ながらも15年を経て無事に再建を果たしたことで、再建・再生手腕への一定の評価を得ることとなった。フリージアマクロスは、引き受け当時87億円の債務超過の状態が続いていたが、2006年にはプラスに転換させた。現在では上場企業のグループで時価総額数百億円（フリージアマクロス、技研興業、夢みつけ隊、CMK等）を超える企業に成長させた。一方で、1997年には自ら設立した通販会社ビーシーネットが破産宣告を受け、560億円の債務保証をしていた自身も破産宣告を受けた。
2008年、シゲムラ建設株式会社・飛松建設株式会社・株式会社ピコイの代表取締役社長に就任。2009年、マツヤハウジング株式会社の代表取締役社長に就任。2009年、夢みつけ隊株式会社の代表取締役社長に就任。上場企業の代表取締役兼務を避けるため、東京証券取引所二部のフリージア・マクロス社では取締役会長に就任。同年、プレミア・ウェデイングバンク・株式会社安藤鉄工建設の民事再生スポンサーに就任。
2010年、ファーストカルデア株式会社・ピコイドラゴン株式会社・株式会社ホワイトルームの民事再生スポンサー、およびダイトーエムイー株式会社取締役会長に就任。2015年、技研興業株式会社の取締役会長に就任。2016年1月8日、前出ダイトーエムイー株式会社の親会社であるダイトーエムイーホールディングス株式会社を台湾市場に上場させる。
2017年2月3日、東証ジャスダック上場企業「ソレキア」の株式公開買付を財務省に届出提出。同年5月24日、ソレキアTOBを成立させ筆頭株主となる。同年7月、民事再生法の適用申立があった「装いの道株式会社」の事業再生スポンサーに就任。
事業家としての活動のほか、財団法人人形美術協会会長（1984年）、日本声楽家協会理事長（2008年）、装道礼法きもの学院学院長（2018年）、公益社団法人全日本きものコンサルタント協会会長（2018年）といった役職も務める。

## 思想
佐々木は、顧客の協力を得て計画的な生産・供給を行うことで、品質を向上させながら同時に価格（コスト）の引下げを図る製造供給システムを「配給」と称し、フリージアグループの製造業部門の基本理念に掲げている。この理念は日本国内はもちろん、アメリカ合衆国を始め、オーストラリア、韓国、台湾等でも先進的なビジネスモデルとして特許の登録が認められている。
「配給」とは、もの作りの最上流から最下流までの一貫した流れの中で、顧客参加により、合理的・計画的な生産体制への協力を得ることによって、全工程のムダとムラを省き、品質を倍にしながらコストを従来の半分に引き下げていこうとするもの作り（製造業）の仕組みで、ビジネスモデル上の名称は「顧客参加型製造供給システム」である。
また、本人も父・奥山治同様「自然食主義者」であり、グループ企業を中心に普及啓蒙活動に取り組んでいる。佐々木ベジ本人の弁によると「フリージア（FREESIA）」という社名も、彼が独立するに際し、「フリー（FREE：西洋の自由）＋自由（ジア：SIA：東洋の自由）＝この東西の自由を併せ、世界に自由の花を咲かせよ！」という、父からの贈り物であるとしている。

## 人物評
創業当時（1975年）より、思い切った家電の安売りから、無店舗販売、通信販売、製造業へと事業形態を転換し、今日では建設・土木およびビル・マンションおよび住宅の建築業がグループの主軸を占める構成へと発展させた。しかしながら、1980年当時の日本列島に沸き起こったバブル経済を活用し成功したという伝聞もある。「謎の多い人」との伝聞も一部に聞かれる。
25年程前に1,000億円を超える膨大な借金を残してグループの一社を倒産させた。しかし、他のグループ会社はことごとく生き残らせた。
一方では、玄米自然食、空手、剣道、ウルトラマラソン（100km走）の実践者であり、美術・音楽・文筆等も幅広く行なっており、財団法人人形美術協会会長、日本声楽家協会理事長、公益社団法人全日本きものコンサルタント協会会長(代表理事)にも就任し、文化面でも幅広く活躍している。
現在は、フリージアトレーディングを核として、フリージアマクロスやピコイ、技研興業等を含む企業群を30数社程率いている。中小企業の再建を特に得意としている他、諸外国においては、スウェーデン、ベトナム、台湾に会社を所有し特に強い人脈を有するという。特に台湾においては、グループ企業のダイトーエムイーという機械商社が、2015年4月に上場申請を行ない、2016年1月に産業機械分野では初となる台湾市場での上場を果たしている。